# Стю Кук
Стюарт «Стю» Олден Кук (англ. Stuart Alden «Stu» Cook);нар. 25 квітня 1945) — американський музикант, найбільш відомий як бас-гітарист рок-гурту Creedence Clearwater Revival.

## Кар'єра
У середині 1970-х років, Кук і колишній барабанщик CCR Дуг Кліффорд приєдналися до гурту Don Harrison Band, який випустив два альбоми. В 1979 році Кук спродюсував 15 пісень Roky Erickson and The Aliens, які були випущені в 1980 році на двох різних платівках, The Evil One і I Think Of Demons. З 1986 по 1991 рік Кук був членом кантрі-гурту Southern Pacific. В 1995 році Кук і Кліффорд заснували гурт Creedence Clearwater Revisited.

## Дискографія
Don Harrison Band
- The Don Harrison Band (1976)
- Red Hot (1977)

Roky Erickson and The Aliens
- 1980: Roky Erickson and the Aliens
- 1981: The Evil One

Southern Pacific
- Killbilly Hill (1986)
- Zuma (1988)
- County Line (1990)
- Greatest Hits (1991)

Creedence Clearwater Revisited
- Recollection (1998)